# アドリアーノ・ビスポ・ドス・サントス
アドリアーノ（Adriano）ことアドリアーノ・ビスポ・ドス・サントス（ポルトガル語: Adriano Bispo dos Santos、1987年5月29日 - ）は、ブラジルの元サッカー選手。現役時代のポジションはMF。

## クラブ歴
サントスFCの下部組織からトップチームに昇格、2006年11月11日のパラナ・クルーベ戦でプロ初出場を果たすも、18分で2枚のイエローカードを受けて退場した。なお、試合自体は1-0でホームのサントスが勝利した。2008年1月20日のカンピオナート・パウリスタではホルヘ・バルディビアのマークで活躍を見せて評価を上げた。2009年にADサンカエターノにレンタル移籍。2010年末にサントスに復帰し、コパ・リベルタドーレス2011でCAペニャロールの核であるアレハンドロ・マルティヌシオを抑えた事によってチーム内での序列が上がった。FIFAクラブワールドカップ2011でも出場が期待されたが、足首に手術を要する怪我を負ってしまい登録外となってしまった。
2013年にグレミオFBPAに移籍。2014年6月にはECヴィトーリアに半年のレンタルに出された。

## タイトル
サントス
- カンピオナート・パウリスタ: 2007, 2011, 2012
- コパ・リベルタドーレス: 2011
- レコパ・スダメリカーナ: 2012